# Cerco de Vicksburg

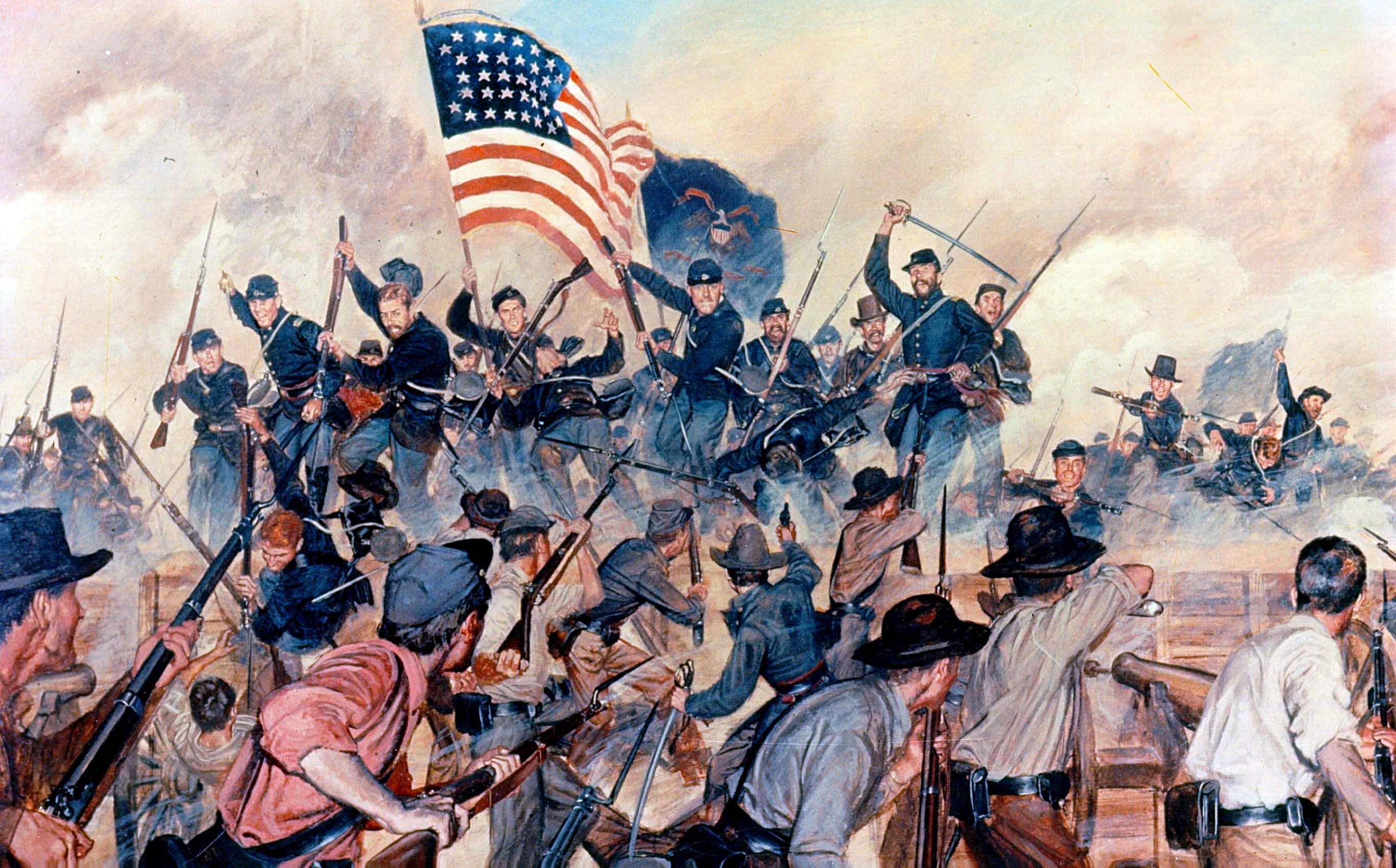
Pintura "Primeiros em Vicksburg" mostra a ofensiva inicial das tropas da União contra as linhas Confederadas.

O Cerco de Vicksburg (18 de maio – 4 de julho de 1863) foi uma grande batalha travada no contexto da Campanha de Vicksburg durante a Guerra Civil dos Estados Unidos. Numa série de manobras, Ulysses S. Grant, major-general da União, que comandava o Exército do Tennessee, atravessou o rio Mississippi e forçou o recuo do exército confederado, liderado pelo tenente-general John C. Pemberton, que havia montado uma posição defensiva na cidade de Vicksburg, no Mississippi.
Depois que dois grandes ataques frontais (nos dias 19 e 22 de maio) contra as linhas confederadas foram repelidos  com grandes perdas, o general Grant decidiu iniciar um prolongado cerco a cidade em 25 de maio. Sem receber reforços e com poucos suprimentos, os confederados ainda conseguiram resistir por um pouco mais de quarenta dias, mas foram obrigados a se render a 4 de julho. Cinco dias depois, um outro exército confederado se rendeu aos militares da União em Port Hudson. Com isso, as tropas do governo dos Estados Unidos assumiram o controle total do importante rio Mississippi.
A vitória nortista em Vicksburg, junto com a derrota do general Robert E. Lee em Gettysburg, que aconteceram no mesmo período, é considerada pelos historiadores como o momento em que o sul começou a categoricamente perder a guerra. Nos últimos dois anos de conflito seria a União a tomar a iniciativa de quase todas ofensivas e batalhas.